# NGC 1293
NGC 1293 je galaksija u zviježđu Perzej.

## Vanjske poveznice
- SEDS: NGC 1293